# Adrià Bernabé Garcia
Adrià Bernabé Garcia   (Barcelona, 26 de maig de 2001) és un futbolista professional català que juga com a migcampista al Parma.

## Carrera
Jugador format al futbol base tant del RCD Espanyol, com del FC Barcelona, Bernabé va fitxar pel Manchester City l'estiu del 2018.
Migcampista de perfil atacant, Bernabé va participar en la pretemporada del primer equip del City jugant contra l'FC Bayern de Múnic, i també va jugar el Football League Trophy contra el Shrewsbury City.
El 25 de setembre de 2018, Bernabé participar com a substitut en els últims minuts d'un partit de la Copa de la lliga contra l'Oxford United, la seva primera aparició en un partit oficial del primer equip del City. Bernabé fou descartat pel City al final de la temporada 2020–21.
El 7 de juliol de 2021, va fitxar pel Parma.

## Palmarès
Parma
- Serie B: 2023–24

Selecció espanyola
- 1 Medalla d'or en els Jocs Olímpics: 2024[8]